# Advanced Combat Optical Gunsight

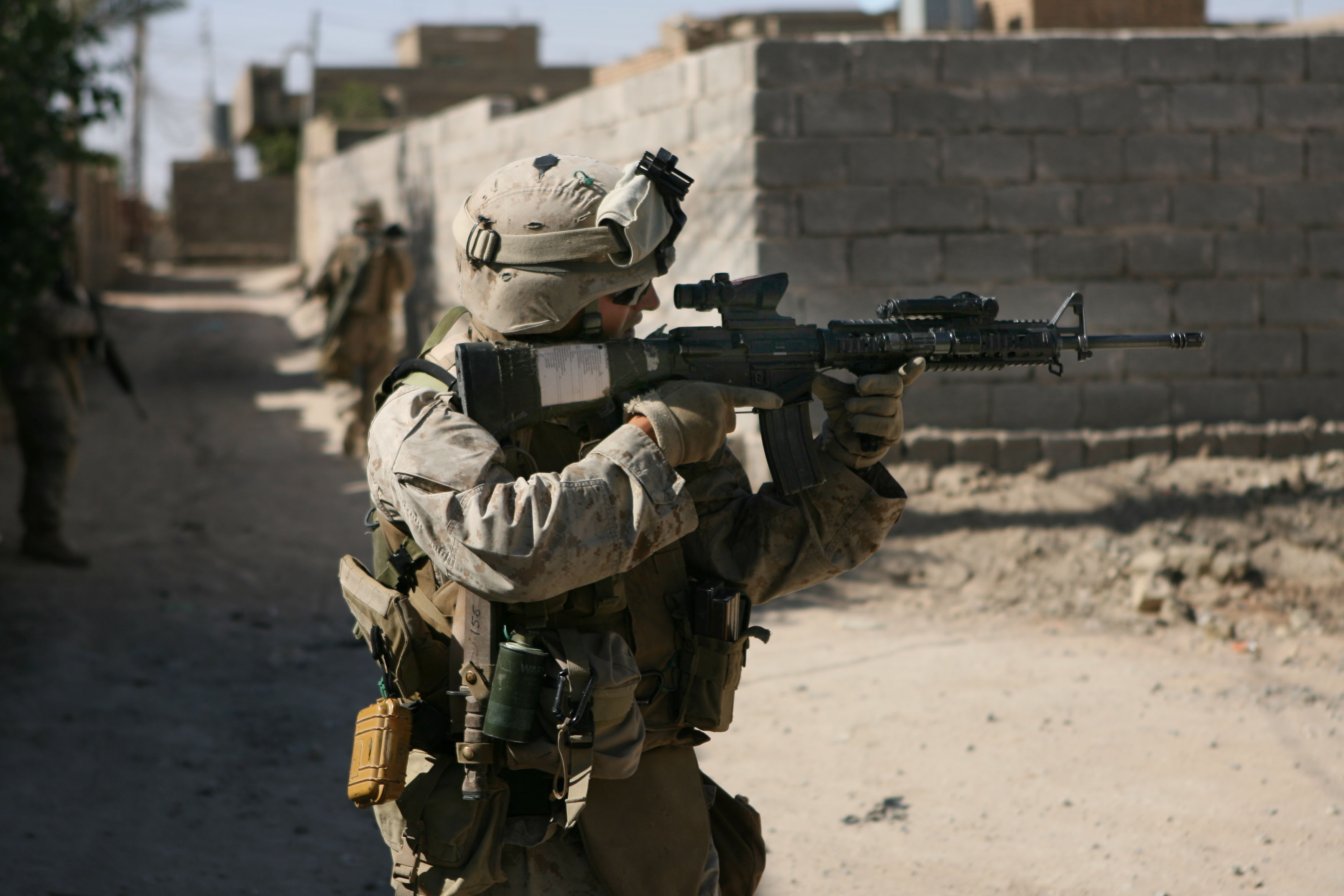
U.S. Marine richt zijn M16A4 met ACOG Gharmah, Irak, 2006

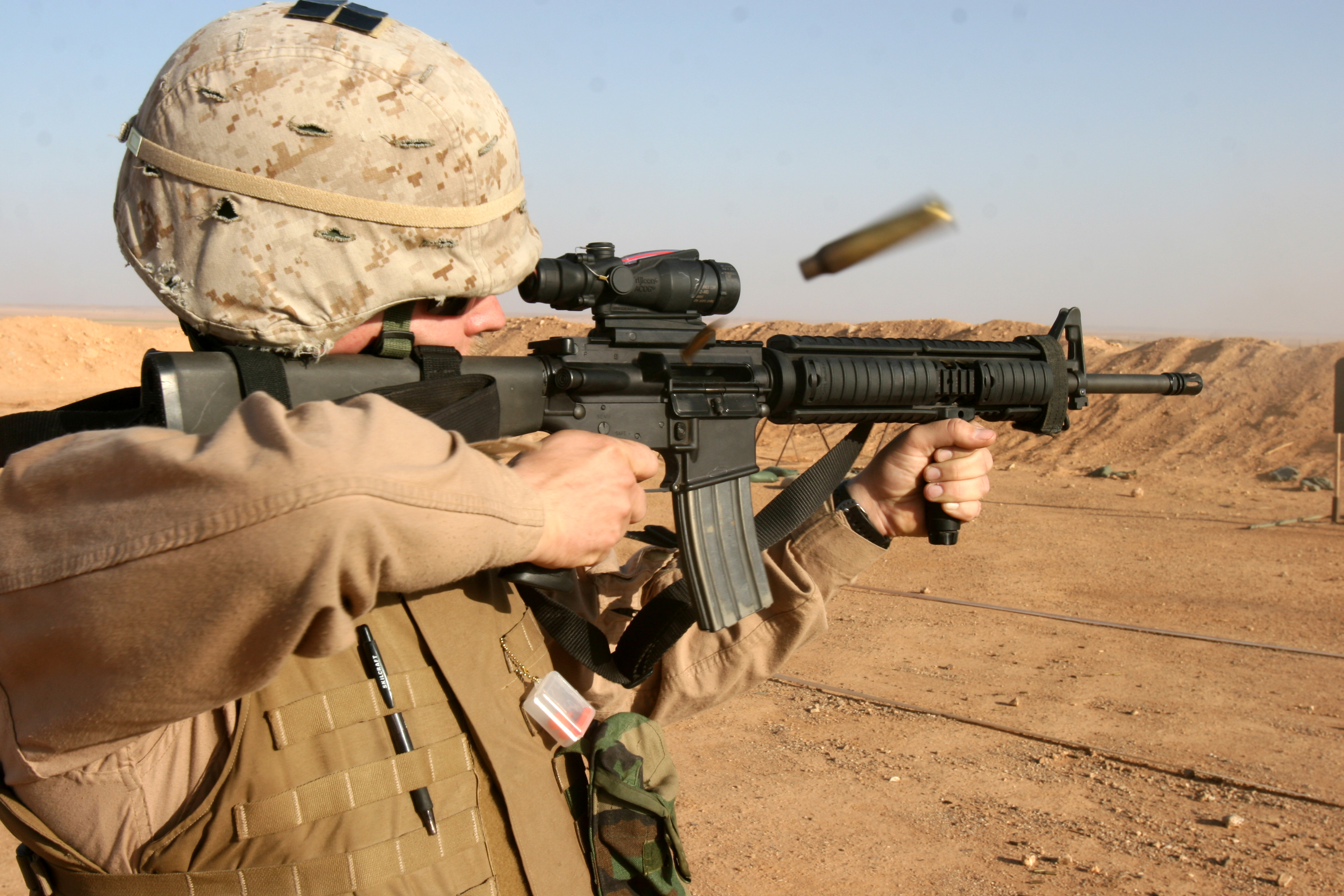
U.S. Marine met M16A4 uitgerust met een ACOG in Irak

De Advanced Combat Optical Gunsight, kortweg ACOG is een door Trijicon gefabriceerd telescopisch vizier voor vuurwapens, in het bijzonder karabijnen en aanvalsgeweren zoals de  M16-serie.
In tegenstelling tot scherpschuttersgeweren, die meestal speciale vizieren hebben die factor 10 of meer vergroten, is de ACOG een middelangeafstandsvizier verkrijgbaar in varianten die van 1,5 tot 6 keer vergroten. Ook beschikken de meeste modellen van de ACOG over een functie voor het compenseren van kogelval; dit wordt ook wel MilDot genoemd. De ACOG verzamelt licht via glasvezel. Voor nachtzicht gebruikt de ACOG Tritium in plaats van batterijen.

## Gebruik
De ACOG TA01NSN is een onderdeel van de Special Operations Peculiar Modification (kortweg SOPMOD) kit, bedoeld om de opties voor het M4 karabijn in het Amerikaanse leger uit te bereiden. De variant in gebruik bij de SOPMOD gebruikt een 4x vergroting en gecompenseerd kan worden. De TA31RCO-A4 wordt gebruikt op het M16A4 aanvalsgeweer, de TA31RCO-M4 voor het M4 karabijn.

## Flexibiliteit
De standaard TA01 is ontwikkeld voor gebruik met de M16-serie. Voor MIL-STD-1913 (beter bekend onder de naam Picatinny rail) compatibele houders (NAVO STANAG 2324.) is er een adapter van het Amerikaanse bedrijf ARMS.
Trijicon levert bijkomende montagemogelijkheden voor o.a. Beretta 70/90 serie, SIG-Sauer 550, en Steyr-Mannlicher Steyr AUG.